# Katharina Spraul
Katharina Stefanie Spraul (* 5. Februar 1980 in Lahr) ist deutsche Betriebswirtin und Universitätsprofessorin für Betriebswirtschaftslehre, insbesondere Sustainability Management.

## Werdegang
Nach dem Studium der Betriebswirtschaftslehre an der Universität Mannheim erhielt Katharina Spraul 2003 ihr Diplom. 2006 wurde sie bei Peter Eichhorn mit dem Thema „Bildungsrendite als Zielgröße für das Hochschulmanagement“ an der Fakultät für Betriebswirtschaftslehre der Universität Mannheim promoviert. Für ihre Dissertationsschrift erhielt sie den Preis für Sprache und Wissenschaft der Universität Mannheim. Mit der kumulativen Habilitationsschrift „Corporate, Public and Nonprofit Accountability – Empirical and Theoretical Examinations of an Evolving Concept“ habilitierte sie sich 2013 ebenfalls an der Fakultät für Betriebswirtschaftslehre der Universität Mannheim (betreut von Bernd Helmig) und erhielt die venia legendi für Betriebswirtschaftslehre.
Seit 2013 leitet Katharina Spraul als Universitätsprofessorin das neu geschaffene Fachgebiet Sustainability Management im Fachbereich Wirtschaftswissenschaften der damaligen TU Kaiserslautern bzw. der heutigen Rheinland-Pfälzischen Technischen Universität in Kaiserslautern. 2014 erhielt sie einen Ruf an die Universität der Bundeswehr in München auf den Lehrstuhl für „Allgemeine Betriebswirtschaftslehre, insbesondere Public Management“, den sie jedoch nicht annahm.

## Forschungsschwerpunkte
In der Forschung befasst sie sich mit dem Themenkomplex des Nachhaltigkeitsmanagements in und zwischen den drei Sektoren Markt, Staat und Zivilgesellschaft. Aktuelle Forschungsschwerpunkte sind Kooperationen für Nachhaltigkeit, Nachhaltigkeitsstrategien, Nachhaltigkeit in kleinen und mittleren Unternehmen sowie Erfolgsfaktoren von Nachhaltigkeitsnetzwerken.

## Auszeichnungen
- Top Reviewer Award, Public and Nonprofit Division und Journal of Public Administration Research and Theory, Academy of Management Annual Conference (2014)
- Best Reviewer Award, Social Issues in Management Division, Academy of Management Annual Conference (2011)
- Lehrpreis für Service Learning der Universität Mannheim (gemeinsam mit Bernd Helmig, Vera Hinz, Stefan Ingerfurth) für die Lehrveranstaltung „Nonprofit Management“ (2011)
- Landeslehrpreis Baden-Württemberg.[1] für die Lehrveranstaltung „Service Learning im New Public Management“ (2008)
- Preis für Sprache und Wissenschaft der Universität Mannheim für die Dissertation „Bildungsrendite als Zielgröße für das Hochschulmanagement“ (2007)
- Preis der Barbara-Hopf-Stiftung für die Diplomarbeit „Schulmanagement im Spannungsfeld von pädagogischer Aufgabe und wirtschaftlichen Anforderungen“ (2003)

## Publikationen (Auszug)

### Beiträge in wissenschaftlichen Zeitschriften
- Thaler, J./Spraul, K./Helmig, B./Franzke, H. (2016): Satisfaction with and Success of Employee Training from a Public Service Motivation Perspective, in: International Journal of Public Administration
- Helmig, B./Spraul, K./Ingenhoff, D. (2016): Under Positive Pressure: How Stakeholder Pressure Affects Corporate Social Responsibility Implementation, in: Business and Society, Vol. 55, No. 2, pp. 151–187
- Thaler, J./Spraul, K./Helmig, B. (2013): Aufgabenkritik freiwilliger kommunaler Aufgaben – Zur Entstehung von Akzeptanz für Öffentlich-Private Partnerschaften, in: Zeitschrift für öffentliche und gemeinwirtschaftliche Unternehmen (ZögU), Beiheft 42 „Akzeptanz öffentlichen Ausgabeverhaltens“, S. 112–124
- Spraul, K./Scheefer, A./Helmig, B./Eckstein, B. (2012): Doppik und Produkthaushalte als Instrumente strategischen Managements in Kommunen – Eine vergleichende Fallstudie, in: Zeitschrift für Betriebswirtschaft, 82. Jg., Heft 9, S. 935–968
- Helmig, B. /Spraul, K./Tremp, K. (2012): Replication Studies in Nonprofit Research – A Generalization and Extension of Findings Regarding the Media Publicity of Nonprofit Organizations, in: Nonprofit and Voluntary Sector Quarterly (NVSQ), Vol. 41, No. 3, pp. 360–385
- Greiling, D./Spraul, K. (2010): Accountability and the Challenges of Information Disclosure, in: Public Administration Quarterly, Vol. 34, No. 3, pp. 338–377
- Helmig, B./Bürgisser, S./Lichtsteiner, H./Spraul, K. (2010): On the Relevance of Accreditations of Executive MBA Programs – The Perception of the Customers, in: International Review on Public and Nonprofit Marketing, Vol. 7, No. 1, pp. 37–55
- Spraul, K. (2009): Service Learning im Rahmen der Speziellen Betriebswirtschaftslehre „Public & Nonprofit Management“ – Eine Fallstudie, in: Zeitschrift für öffentliche und gemeinwirtschaftliche Unternehmen, 32. Jg., H. 2, S. 171–182
- Helmig, B./Michalski, S./Spraul, K. (2009): Wertschöpfungskonfigurationen in Nonprofit-Organisationen als strategischer Wettbewerbsvorteil; in: Betriebswirtschaftliche Forschung und Praxis, 61. Jg., H. 1, S. 94–114

### Monographien
- Spraul, K. (2006): Bildungsrendite als Zielgröße für das Hochschulmanagement, Berliner Wissenschaftsverlag, Berlin, Reihe: „Schriften zur öffentlichen Verwaltung und öffentlichen Wirtschaft“, Band 194 (Hrsg. von Peter Eichhorn und Peter Friedrich), Dissertation

### Herausgeberbände
- Knoke, M./Merk, J./Schneider-Pföhler, M./Spraul, K. (2014): Das Publicness-Puzzle: Öffentliche Aufgabenerfüllung zwischen Staat und Markt, Jacobs Verlag, Lage (Festschrift zum 75. Geburtstag von Peter Eichhorn)

### Lehreorientierte Veröffentlichungen
- Spraul, K. (2009): Service Learning – Lernen durch Engagement an Hochschulen, in: Berendt, B./Voss, H. P./Wildt, J. (Hrsg.): Neues Handbuch Hochschullehre, Berlin, Stuttgart, Griffmarke A 3.8 (S. 1–25)